# 価値のパラドックス

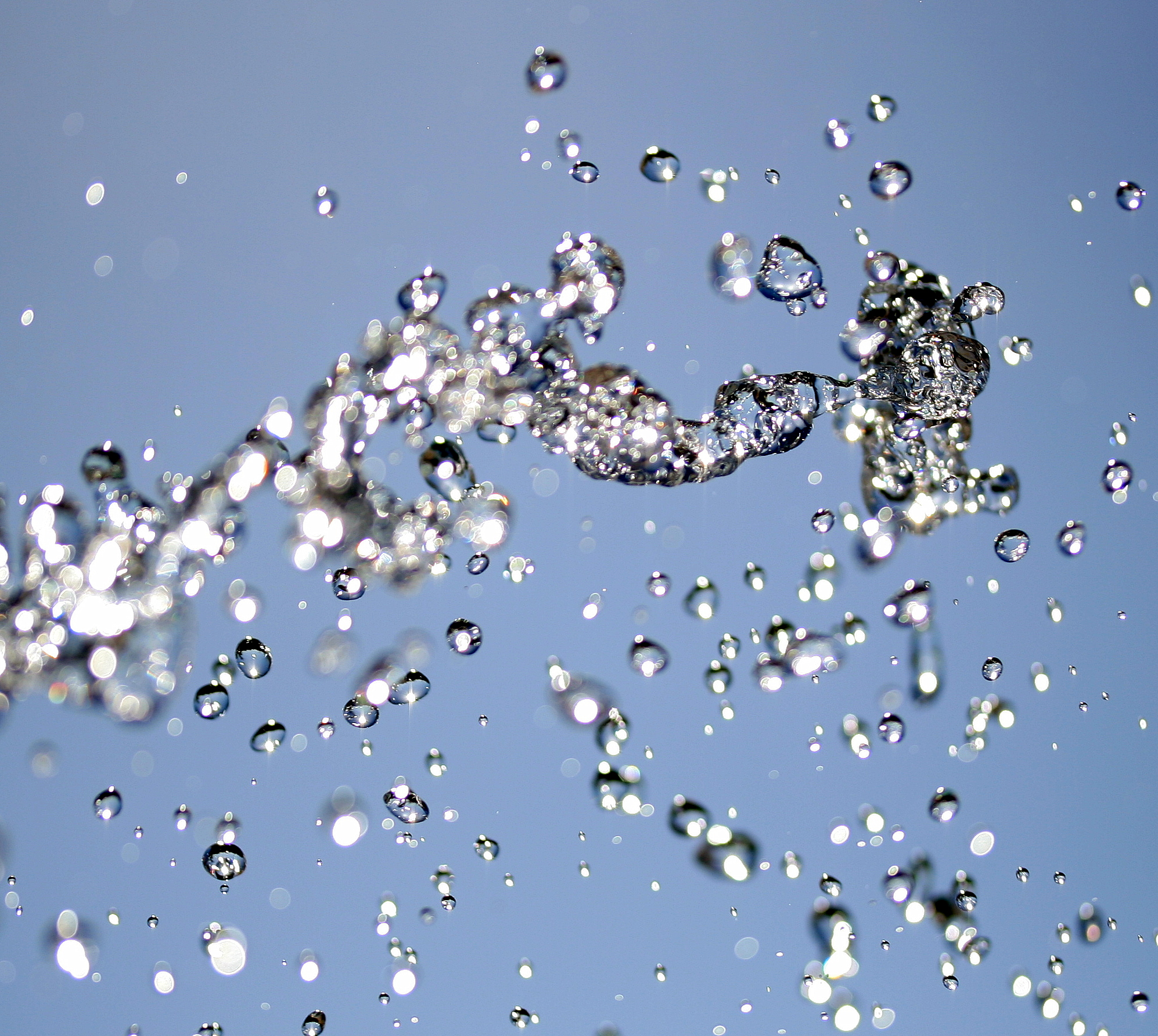
水は、人が生きる上で欠かせない必需品である。価値のパラドックスとは、なぜより重要度の低いダイヤモンドは水よりも高価なのだろうか。価値のパラドックスとはこの矛盾のことである。

価値のパラドックスはダイヤモンドと水のパラドックスとも知られており、全体的に見て、水の方がダイヤモンドより余程有用であり人が生きる上で欠かせない必需品であるにもかかわらず、ダイヤモンドの方が圧倒的に市場価格が高いという矛盾を指している。
しばしばこのパラドックは、アダムスミスにより発見され、世に広められたと考えられているが、それより遥か以前から、例えばエウテュデモス (対話篇) などの様々な文献で取り上げられていた。ニコラウス・コペルニクス  、ジョン・ロック、ジョン・ロー また他の様々な者達もまた、アダムスミス以前からこの価格差を説明しようと試みていた。 

## 労働価値理論
国富論において、アダムスミスは使用価値と交換価値について議論をし、どの様にそれらが異なる傾向にあるのかを以下の様に説明した。
これから検討するのは、人々が財をお金や他の財と交換するときに、どんな規則に自然にしたがうか、ということだ。こうした規則は、財の相対価値、または交換価値と呼ばれるものを決める。「価値」という言葉は、二つのちがった意味を持つことがわかる。時にそれは、ある具体的なものの効用をあらわし、そしてある時にはそのものの所有が意味している、他の財を購入する力をあらわしている。前者は「利用の価値」、後者は「交換の価値」と呼べる。利用価値がとても大きいものが、しばしば交換価値は小さかったりゼロだったりする。そして逆に、すさまじい交換価値を持つものが、しばしば利用価値は小さいかゼロだったりする。水より役にたつものはない。でも水ではほとんど何も買えない。水と交換で得られるものもほとんどない。逆にダイヤモンドは、利用価値はほとんど何もない。でもそれと交換で、他の財を大量に入手できることが多い。—訳：山形浩生
更に続けて、彼は交換価値が労働によって決定されると説明した。
あらゆるものの本当の価格、モノを買いたい人にとっての本当の費用は、それを獲得す
るための労苦と手間だ。—訳：山形浩生
従って、アダムスミスは価格と有用性とは必然的な関係を持っているわけではないとした。彼に言わせれば、価格とは消費者サイドに起因するものではなく、労働といった生産要素に関連しているのだ。そして、労働価値理論の支持者は、この説明こそ、価値のパラドックスを解消するものだと見なしていた。.

## 限界主義

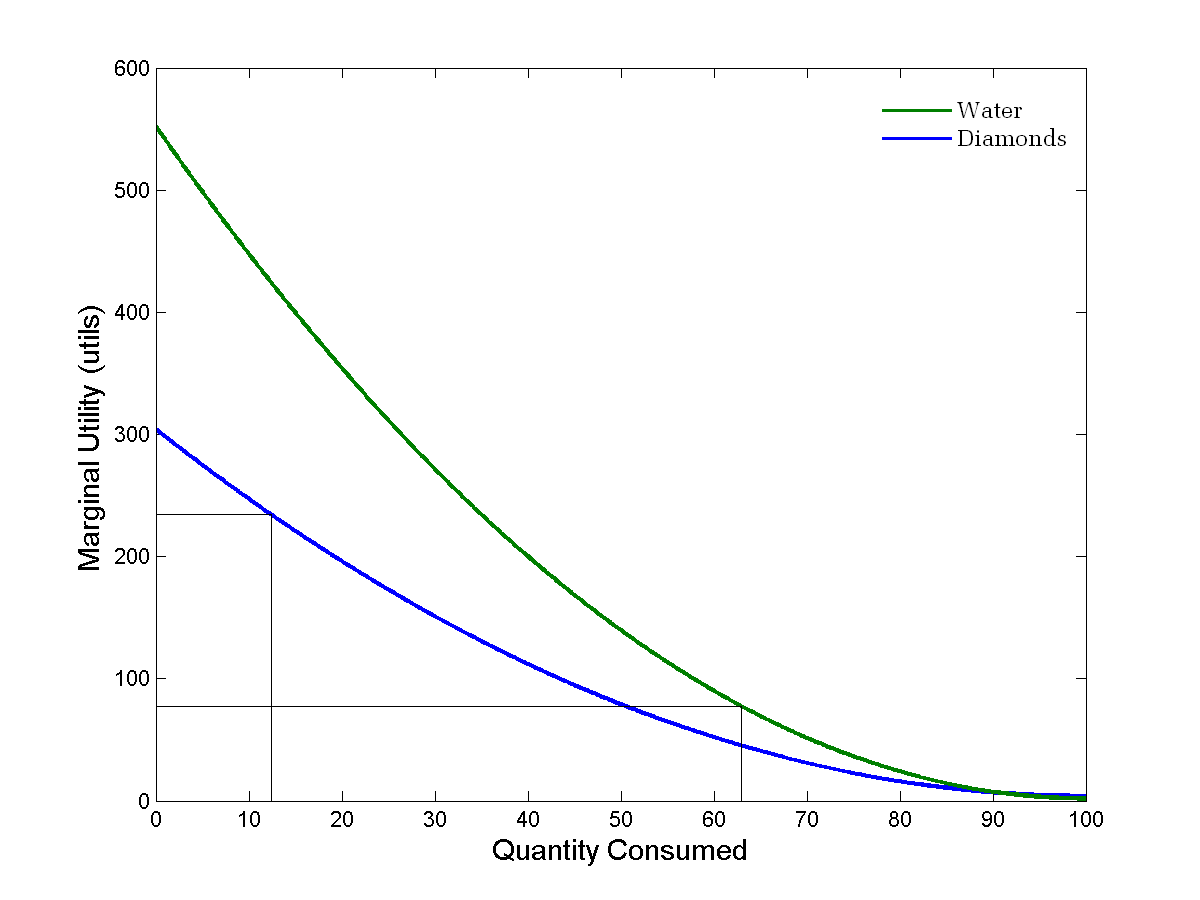
通常水は、ダイヤモンドよりも多く消費される為、限界効用も価格もダイヤモンドより低くなる。しかし、消費が低迷している状態では、水はダイヤモンドより高い限界効用を持つため、価格は高騰する。

主観的価値理論に基づく、限界効用理論に従えば、ある商品の価格は、その制作に費やされた労働量や、その商品の持つ全体的な有用性のいずれにも関係していないと言える。その価格は、限界効用によって決定されるのだ。そして商品の限界効用は、商品の使用者が考える、その時々の最も重要な用途に従って決定される。
つまり、誰かがその商品を所有している場合、その人はその商品を使って優先度の高いニーズから順に満たしていく。オイゲン・フォン・ベーム＝バヴェルクは穀物の入った袋を５つ持つ農夫を例に取り、これを説明した。
まず初めに、彼は一袋使って、生命維持の為にパンを作るだろう。そして次に、また一袋使って、働く体力をつける為に、もっとパンを作るだろう。次の一袋は、彼の持つ家畜の餌になるだろう。そして四袋目は、ウィスキーを作ることに使われるだろう。最後の一袋は、鳩に撒いてやるかもしれない。もし穀物が一袋分盗まれてしまったとしたらどうなるだろう。彼は以上全ての行動に使う穀物を五分の一ずつ減らすのだろうか。いや、彼は鳩への餌やりを止めるだけだろう。
つまり、5袋目の穀物の持つ価値とは、彼が鳩に餌やりをすることで得られる満足感と等しいのだ。もし彼が鳩を無視して5袋目を売ってしまったら、残った穀物の最も生産的な用途は、ウィスキーを作ることになる。そのため、4袋目の穀物の価値はそのウィスキーの価値と等しくなる。彼が穀物を食べる量を減らし始めるのは、4袋を無くしてしまった場合だけだろう。その最後の一袋は、彼の生命と同じ価値を持つのだ。
水とダイヤモンドのパラドックスを説明する際、限界主義者は、水やダイヤモンドの持つ全体的な有用性を持ちだしてきたりはしない。代わりに、1単位当たりの水或いはダイヤモンドの持つ有用性について説明をするのだ。水は人の生存に不可欠であるから、水の持つ総効用は途方もない。これは事実である。だが、水は世界中に大量に存在するのだから、水の持つ限界効用は低いのだ。言い換えると、人々は水がそこにあり続けることを知っているため、水を消費することに対して、それほど喜びを見出していないし、緊急性を感じてもいないのだ。

つまり、追加で水を1単位消費することに対して、それに見合った有用性を感じることもないだろうし、それに対する支払いをする意思が追加で生まれたりもしないのだろう。
それ為、水の供給が増えるにつれて、個々の水1単位は人々にとって価値を失っていったのだ。翻って、一方のダイヤモンドは、水と比べ非常に少ない量しか供給されていない。その為、追加のダイヤモンド1単位は、追加の水1単位に比べ、非常に大きな有用性を持つ。したがって、ダイヤモンドは人々にとってより高い価値を持つといえ、だからこそ、ダイヤモンドを欲しい人は、水よりも高い金額を払う意思を持つのだ。それ故小売店側も、その高い価格での販売を求めるのだ。
逆に、砂漠で喉が渇き死にそうな人は、水に対しダイヤモンドより高い限界効用を見出し、おそらく死の危険から脱するまで、水に対しダイヤモンドより高い金額を払う意思を持つことになるだろう。

## 関連ページ
- Paradox of hedonism

## 参考資料
1. ↑  Sandelin, Bo; Trautwein, Hans-Michael; Wundrak, Richard (2014). A Short History of Economic Thought. Milton Park: Routledge. pp. 23–24. ISBN 9781138780194
2. ↑  Gordon, Scott (1991). “Chapter 7: The Scottish Enlightenment of the eighteenth century”. History and Philosophy of Social Science: An Introduction. Routledge. p. 141. ISBN 0-415-09670-7. "This 'paradox of value', as it was called, was frequently noted before Adam Smith (for example, by Copernicus who wrote a bit on economic questions)..."
3. ↑  Blaug, Mark (1962). “Chapter 2: Adam Smith”. Economic Theory in Retrospect. Cambridge University Press. p. 39. ISBN 0-521-57701-2. "Moreover, such writers as Locke, Law and Harris had contrasted the value of water with that of diamonds..."
4. ↑  Smith, Adam (1776). “Of the Origin and Use of Money”. An Inquiry into the Nature and Causes of the Wealth of Nations
5. ↑  Smith, Adam (1776). “Book I, Chapter V Of the Real and Nominal Price of Commodities, or of their Price in Labour, and their Price in Money”. An Inquiry into the Nature and Causes of the Wealth of Nations
6. ↑  Böhm-Bawerk, Eugen von (1891). “Book III, Chapter IV: The Marginal Utility”. The Positive Theory of Capital. "A colonial farmer, whose log hut stands by itself in the primeval forest, far away from the busy haunts of men, has just harvested five sacks of corn..."